# Mariage à l'anglaise
Pour le film de 1999, voir Mariage à l'anglaise (film, 1999).
Pour plus de détails, voir Fiche technique et Distribution.
Mariage à l'anglaise (I Give It a Year) est un film franco-britannique écrit et réalisé par Dan Mazer, sorti en 2013.
Le film a remporté le Grand Prix Orange Cinéma Séries au festival de l’Alpe d'Huez,.

## Synopsis
Nat et Josh, respectivement cadre ambitieuse et écrivain têtu, sont prêts à tout pour prouver à leurs proches que leur mariage peut durer plus d'une année. La solidité de leur union résistera-t-elle aux avances de Guy, un nouveau client de Nat, et de Chloé, l'ex copine de Josh ?

## Fiche technique
- Titre original : I Give It a Year
- Titre français : Mariage à l'anglaise
- Réalisation et scénario : Dan Mazer
- Directeur de la photographie : Ben Davis
- Distribution des rôles : Lucinda Syson
- Direction artistique : James Wakefield
  - Supervision de la direction artistique : Bill Crutcher
- Décors : Simon Elliott
- Costumes : Charlotte Walter
- Montage : Tony Cranstoun
- Musique : Ilan Eshkeri
- Producteurs : Tim Bevan et Eric Fellner
- Producteurs délégués : Liza Chasin (en) et Debra Hayward
- Production : Studio Canal, Translux, Working Title Films et TF1 Films Production, avec la participation de Lovefilm
- Distributeur : Studio Canal
- Pays :  Royaume-Uni,  France
- Budget : 10 millions $[3]
- Durée : 97 minutes[4]
- Genre : comédie romantique
- Dates de sortie :
  -  Royaume-Uni,  Irlande : 8 février 2013
  -  Australie : 28 février 2013
  -  France,  Belgique : 10 avril 2013
  -  États-Unis : 9 août 2013

## Distribution

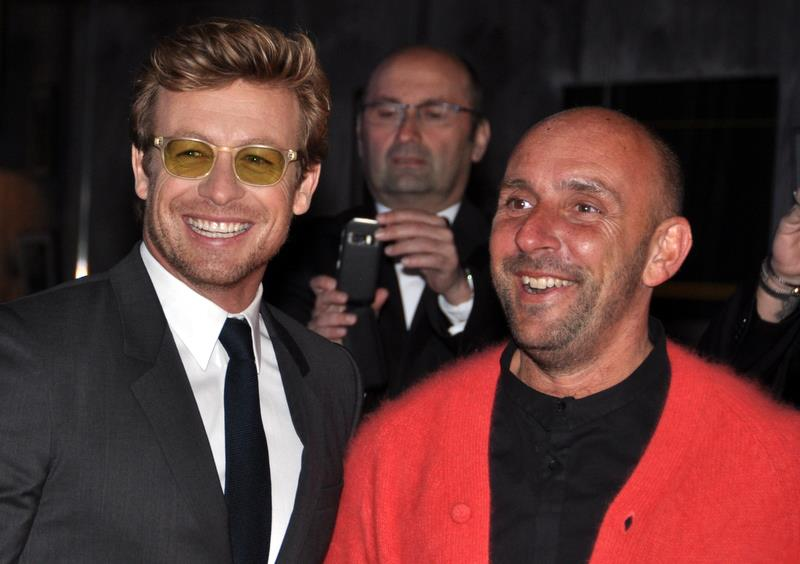
L'acteur Simon Baker et le réalisateur Dan Mazer à l'avant-première française du film, en avril 2013.

- Simon Baker (VF : Thierry Ragueneau) : Guy Harrap
- Rose Byrne (VF : Chantal Macé) : Natasha Redfearn
- Rafe Spall (VF : Stéphane Pouplard) : Josh Moss
- Anna Faris (VF : Élisabeth Ventura) : Chloé
- Minnie Driver (VF : Marjorie Frantz) : Naomi
- Jason Flemyng (VF : Stéfan Godin) : Hugh
- Stephen Merchant (VF : Guillaume Lebon) : Dan
- Joseph Millson (en) (VF : Bertrand Nadler) : Charlie
- Daisy Haggard (en) (VF : Emmanuelle Rivière) : Helen
- Olivia Colman (VF : Julie Dumas) : Linda
- Clare Higgins: Elaine

 Source et légende : version française (VF) sur RS Doublage et AlloDoublage

## Présentation du film
Le film fut présenté en avant-première en Australie le 15 janvier 2013. En France, le film fut montré à la 16e édition du Festival international du film de comédie de l'Alpe d'Huez le 18 janvier 2013, où il faisait partie des longs métrages en compétition,.

## Réception

### Box-office
- Recettes  mondiales : 28 328 531 $[9]
  - dont  États-Unis : 34 657 $[10]

- Entrées  France : 338 118[11]
  - dont Paris : 119 118[11]

Pour son premier week-end à l'affiche au Royaume-Uni, où il est distribué dans 396 salles, Mariage à l'anglaise prend la troisième place du box-office britannique avec 1 450 023 £, (2 292 092 $), soit une moyenne de 3 662 £ par salles (5 788 $ par salles).
En France, le long-métrage prend la troisième place du box-office avec 139 658 entrées, pour une combinaison de 260 salles.

### Accueil critique
Mariage à l'anglaise a rencontré un accueil mitigé  : le site Rotten Tomatoes lui attribue un pourcentage de 51% d'avis positifs, basé sur 82 commentaires. En France, le film obtient une note moyenne de 3.3⁄5 sur le site Allociné, basée sur 18 critiques de la presse.